# Lush Life
Lush Life is een jazzstandard, geschreven door componist Billy Strayhorn (1933-1938). Hij componeerde zowel de muziek als de tekst. In 1938 speelde hij het nummer voor aan bigbandleider Duke Ellington, die hem daarop aannam in zijn orkest.
Het nummer beschrijft de gevoelens over het nachtleven na een gestrande affaire, met jazz en cocktails en in het gezelschap van trieste meisjes die er slecht uitzien. Strayhorn schreef het grootste deel van het lied toen hij 16 was. Het zou zijn handelsmerk worden. 
De song werd voor het eerst opgenomen op 13 november 1948 tijdens een concert van Ellington in de Carnegie Hall, met zangeres Kay Davis en Billy Strayhorn aan de piano. Daarna nam Strayhorn het nummer op voor zijn soloplaten The Peaceful Side (1961) en Lush Life (1964). Van Ellington is geen opname bekend.
Het werk werd door verschillende musici op de plaat vastgelegd. De bekendste versies zijn van Nat King Cole en John Coltrane. De saxofonist Coltrane nam het voor het eerst op in 1958 voor de lp met de gelijknamige titel. In 1963 nam zijn kwartet het op met zanger Johnny Hartman. Deze uitvoering werd een standaardversie. Tony Scott was zo gefascineerd door Lush Life dat hij een dubbel-cd volspeelde met verschillende versies van het werk. Andere artiesten die het vertolkten waren onder meer Donna Summer (met Quincy Jones, 1982), Linda Ronstadt (1985) en Queen Latifah (2004).